# The Set
The Set ist ein gemischt genutzter Wolkenkratzer in Manhattan in New York City, Vereinigte Staaten. Der Wohnturm beherbergt luxuriöse Mietwohnungen und die luxuriöse Seniorenresidenz „Coterie Hudson Yards“.

## Beschreibung
Der Wolkenkratzer befindet sich an der Nordecke Tenth Avenue / West 35th Street im 2005 neu ausgewiesenen Viertel Hudson Yards im Stadtteil Hell’s Kitchen (Midtown West) in Midtown Manhattan. Er grenzt westlich an den mit Stand 2025 im Bau befindlichen 218 m hohen Büroturm 70 Hudson Yards. Südlicher Nachbar ist der Wolkenkratzer The Spiral, dahinter liegt der neuerbaute Gebäudekomplex Hudson Yards. Wenige Meter westlich erstreckt sich der „Bella Abzug Park“ mit der Station 34 Street-Hudson Yards der New York City Subway, die von der Linie  bedient wird.
Der Wohnturm wurde von Handel Architects entworfen und von 2020 bis 2022 erbaut. Die Eröffnung der letzten Einheiten erfolgte 2023. Bauherr war das Unternehmen Related Companies. The Set hat eine Höhe von 179 m (587 Fuß) und besitzt 45 Stockwerke. Die Fassade besteht aus raumhohen Fenstern, die von vertikal verlaufenden glasierten konkaven Terrakotta-Paneelen in Brauntönen geteilt sind. Das Bauwerk hat einen mehrstöckigen Sockel mit getrennten Eingängen für die Miet- sowie Seniorenwohnungen. Der Eingang für die Mietwohnungen liegt in der 10th Avenue und hat die Adresse 455 10th Avenue, PLZ NY 10018. Die Seniorenresidenz hat ihren Eingang in der West 35th Street mit der Adresse 505 West 35th Street, PLZ NY 10001.
Auf 11 unteren Etagen befinden sich die 126 Wohneinheiten für Betreutes Wohnen von Coterie Hudson Yards und deren Freizeiteinrichtungen. Die Etagen darüber beherbergen 272 luxuriös ausgestattete Mietwohnungen, von denen 134 mit Mietminderung angeboten werden. Die Freizeiteinrichtungen der Mietwohnungen sind in den Dachgeschossen untergebracht. Allen Bewohnern stehen unter anderem mehrere Restaurants, eine Lobby, ein Fitnesscenter, eine Piano-Lounge, ein Kino, eine Bäckerei, ein Haar- und Nagelsalon, ein Außenpool und eine Terrasse zur Verfügung. Das Erdgeschoss wird neben den Lobbys von einem Restaurant belegt.

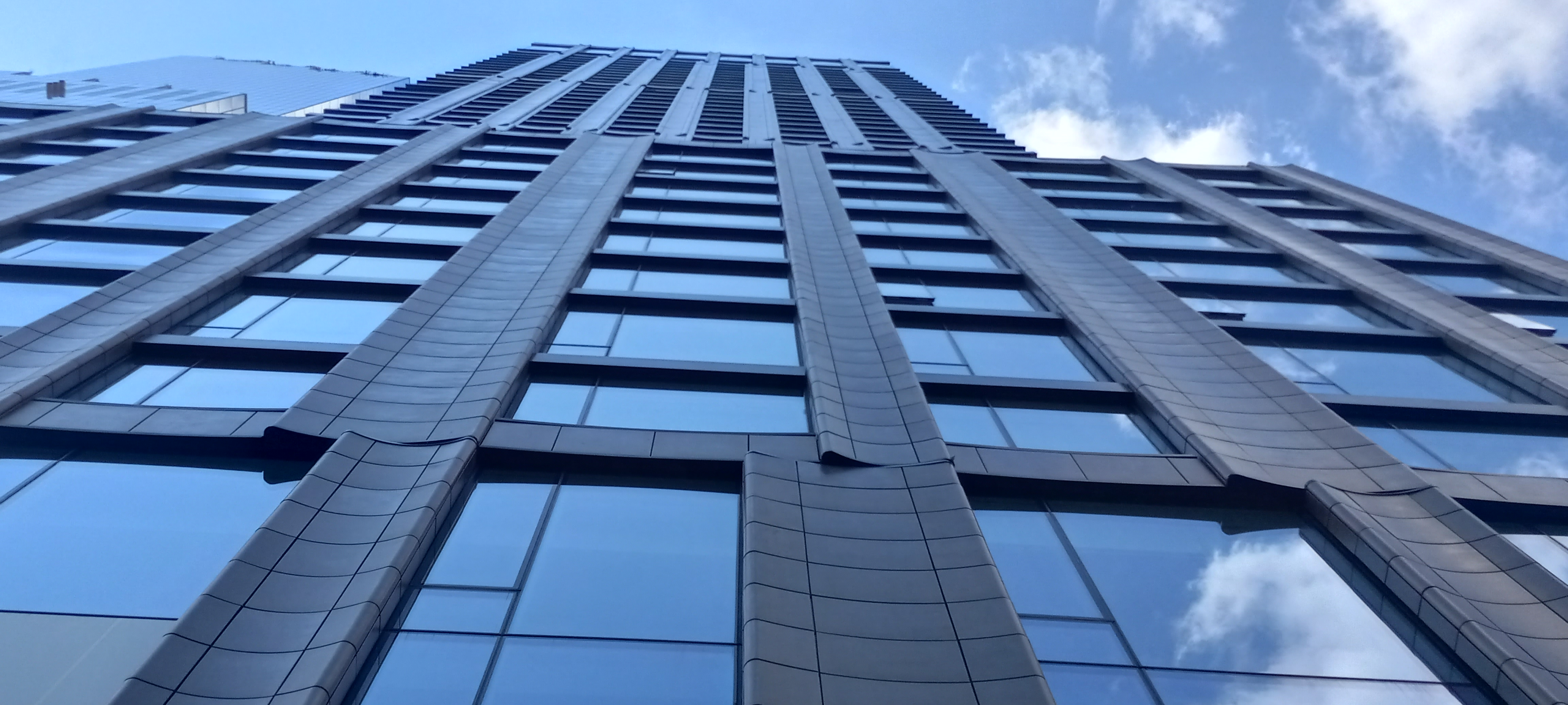
Fassade mit konkaven Paneelen an der 10th Avenue im August 2024.

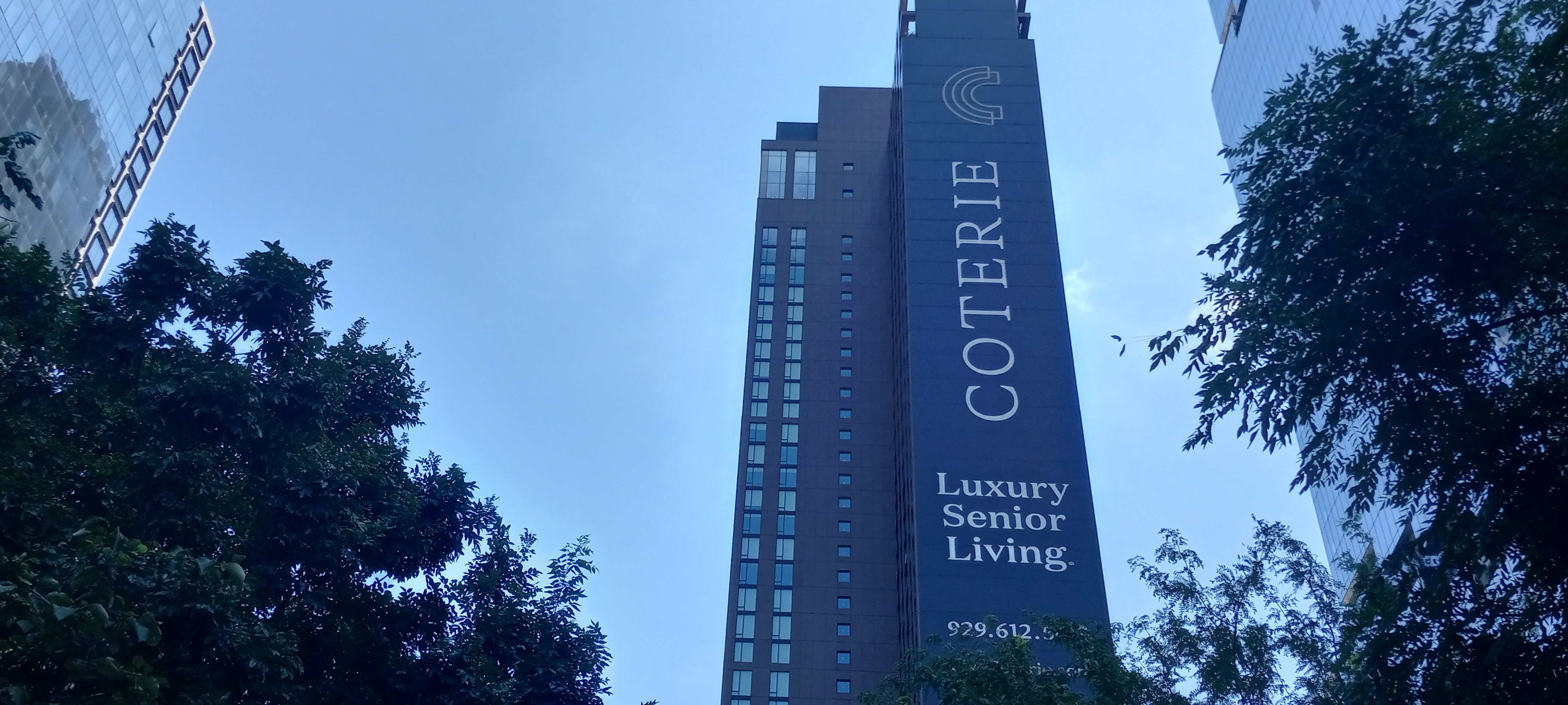
Blick vom Bella Abzug Park zur Westseite von The Set & Coterie Hudson Yards im Jahr 2024.